# Roman Bezjak
Roman Bezjak (* 21. Februar 1989 in Slovenj Gradec, SFR Jugoslawien) ist ein slowenischer Fußballspieler, der aktuell beim türkischen Zweitligisten Balıkesirspor unter Vertrag steht.

## Verein

### Jugend und erste Profistationen
Roman Bezjak spielte in seiner Jugend bei Vereinen wie NK Korotan Prevalje, NK Dravograd und NK Celje. Zur Saison 2007/08 schaffte er den Sprung in den Profikader und absolvierte am 9. April 2008 im Spiel gegen NK Maribor, wo er in den letzten sechs Minuten als Einwechselspieler zum Einsatz kam, als Celje schon mit 2:4 hinten lag. In der darauffolgenden Spielzeit gab er am 2. August 2008 sein Startelfdebüt beim 0:0-Unentschieden gegen NK Domžale, in der zweiten Halbzeit wurde er durch Saša Bakarič ersetzt. Sein erstes Ligaspieltor erzielte er zwei Wochen später beim 2:2-Unentschieden gegen NK Primorje. Dies blieb allerdings sein einziger Treffer in der Saison 2007/08. Seine erfolgreichste Zeit bei Celje hatte Bezjak in der Saison 2011/12, wo er mit 16 Saisontoren circa ein Drittel aller Tore seiner Mannschaft schoss und damit einen großen Anteil am Klassenerhalt hatte. Trotzdem konnte sich Celje für die erste Qualifikationsrunde der UEFA Europa League 2012/13 qualifizieren, da man das Finale des Pokal Slovenije 2011/12 erreichte, wo man mit 2:3 im Elfmeterschießen dem NK Maribor unterlag. Jedoch scheiterte man in der ersten Qualifikationsrunde am moldawischen Vertreter FC Dacia Chișinău zweimal mit 0:1.

### Wechsel nach Bulgarien
Nachdem Bezjak zu Beginn der Saison 2012/13 vier Tore in sechs Spielen für Celje erzielt hatte, unterschrieb er am 22. August 2012 beim bulgarischen Erstligisten Ludogorez Rasgrad einen Vier-Jahres-Vertrag. Sein Debüt für Rasgrad absolvierte er einen Monat später beim 1:0-Sieg über ZSKA Sofia, wo er das erste Mal eingewechselt wurde. In seiner ersten Saison erzielte er ein Tor gegen FK Etar Weliko Tarnowo sowie jeweils einen Doppelpack gegen FC Tschernomorez Burgas und Slawia Sofia. Des Weiteren gewann er mit seiner Mannschaft die A Grupa 2012/13 und qualifizierte sich somit für die UEFA Champions League 2013/14-Qualifikation. Nachdem Mannschaften wie ŠK Slovan Bratislava und FK Partizan Belgrad ausgeschaltet wurden, scheiterte Rasgrad in den Playoffs am FC Basel. Durch die Niederlage rutschte Rasgrad in die Gruppenphase der UEFA Europa League 2013/14, wo man sich überraschenderweise in einer Gruppe mit der PSV Eindhoven, Dinamo Zagreb und Tschornomorez Odessa durchsetzte und ohne Niederlage mit 16 Punkten souverän Gruppenerster wurde. Bezjak erzielte in fünf Gruppenspielen vier Tore, darunter einen Doppelpack gegen Eindhoven. Auch in der Liga trifft Bezjak häufiger als in der Spielzeit zuvor, alleine beim 5:1-Sieg über den FC Ljubimez 2007 gelangen ihm vier Tore. Im Sechzehntelfinale der Europa League gelang ihm am 20. Februar 2014 der 1:0-Siegtreffer beim sensationellen Auswärtssieg gegen Lazio Rom. Auch im Rückspiel war Bezjak mit einem Treffer erfolgreich und schaffte damit den Grundstein in einem packenden 3:3-Unentschieden, welches zum überraschenden Einzug ins Achtelfinale reichte. Doch im Achtelfinale scheiterte man am FC Valencia mit 0:1 und 0:3 recht deutlich. Am 7. Mai 2014 erzielte er den entscheidenden 1:0-Siegtreffer gegen Lokomotive Plowdiw, welcher Rasgrad zwei Spieltage vor Saisonende vorzeitig die Meisterschaft bescherte. Acht Tage später gewann er mit Rasgrad den bulgarischen Fußballpokal mit einem 1:0 gegen Botew Plowdiw, auch dort erzielte Bezjak den Siegtreffer.

### Über Kroatien nach Deutschland und wieder zurück
Im Sommer 2015 wechselte er nach Kroatien zum HNK Rijeka und im August 2016 weiter zum deutschen Bundesligisten SV Darmstadt 98, der zwei Millionen Euro Ablöse zahlte. Am 10. September 2016 gab er beim 1:0-Heimsieg gegen Eintracht Frankfurt sein Debüt für die Lilien. In seiner ersten Saison für die Südhessen stand er in zwölf Spielen auf dem Platz. Im Februar 2017 wurde er bis Saisonende an den HNK Rijeka ausgeliehen. In der Saison 2017/18 kam er nur auf vier Einsätze für Darmstadt.

### Polen, Zypern und Rückkehr nach Slowenien
Am 1. Februar 2018 wechselte er nach Polen zum Erstligisten Jagiellonia Białystok und wurde dort im selben Jahr polnischer Vizemeister. Aber schon im Januar 2019 folgte der nächste Wechsel, dieses Mal zum zyprischen Erstligisten APOEL Nikosia. Danach spielte er in seinem Heimatland wieder für NK Olimpija Ljubljana und NK Celje. In der Saison 2020/21 spielte er für Celje zehn Spiele.

### Wechsel in die Türkei
Im Januar 2021 wechselte er zum türkischen Zweitligisten Balıkesirspor, wo er in seiner ersten Saison auf elf Einsätze kam.

## Nationalmannschaft
Nachdem Bezjak schon für diverse Jugendnationalmannschaften Sloweniens gespielt hatte, gab er am 14. August 2013 bei der 0:2-Niederlage gegen Finnland sein A-Länderspieldebüt, als er in der 46. Minute für Valter Birsa eingewechselt wurde.

## Erfolge
- Bulgarischer Meister: 2013, 2014, 2015
- Bulgarischer Pokalsieger: 2014
- Bulgarischer Superpokalsieger: 2014
- Kroatischer Meister: 2017
- Kroatischer Pokalsieger: 2017
- Zyprischer Meister: 2018/19